# Замок Вільямстоун
Замок Вільямстоун (англ. Williamstown Castle, ірл. Caisleán an Baile Liam) — замок Балє Лям — один із замків Ірландії, розташований в графстві Лімерік, в парафії Федамор, біля міст Карнейн, Арайві на захід від замку та біля міста Баллінагард на схід від замку, біля міста Паркатотаун на північ від замку та міста Лохлінстоун на південь від замку. До міста Лімерік 14, 2 км. Замок Вільямстоун нині вважається частиною національної спадщини Ірландії.
Замок являє собою чотирьохповерхову квадратну вежу. Побудований біля 1550 року аристократичною родиною Берк. У ХІХ столітті був суттєво перебудований. Стіни побудовані з дикого каменю — з вапняку. Збереглися захисні башточки по кутах замку, димарі, бійниці, зубчасті завершення стін, дах, каміни. У ХІХ столітті замок перебудовували брати Пайн.